# Gare de Notodden
La gare de Notodden est une gare ferroviaire norvégienne de la commune de Notodden sur la ligne de Tinnoset. 

## Situation ferroviaire
La gare est située à 145,72 km d'Oslo.

## Histoire

### Ancienne gare (1909-1919)
L'ancienne gare de Notodden (en norvégien : Notodden gamle stasjon) était le terminus de la ligne de Tinnoset. La gare ouverte le 9 août 1909 est l'œuvre de l'architecte Thorvald Astrup. Lorsque la ligne de Bratsberg arrive jusqu'à Notodden en 1919, l'ancienne gare est alors fermée. Elle se situe aujourd'hui dans la zone industrielle de la ville.

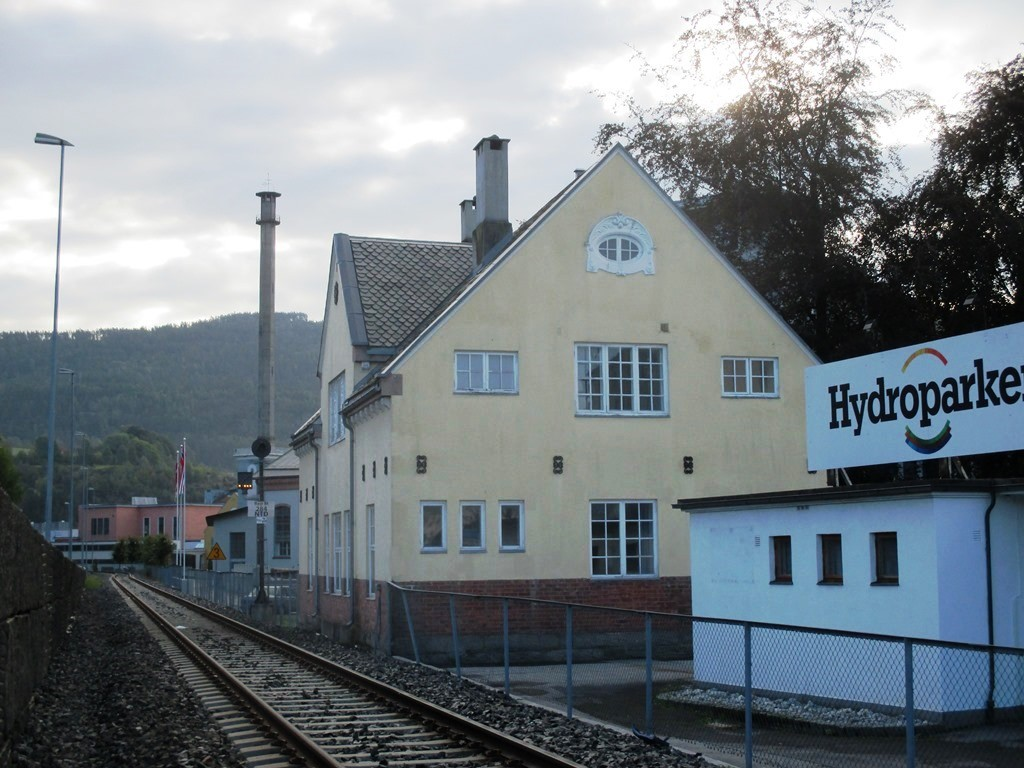
Le bâtiment en 2014
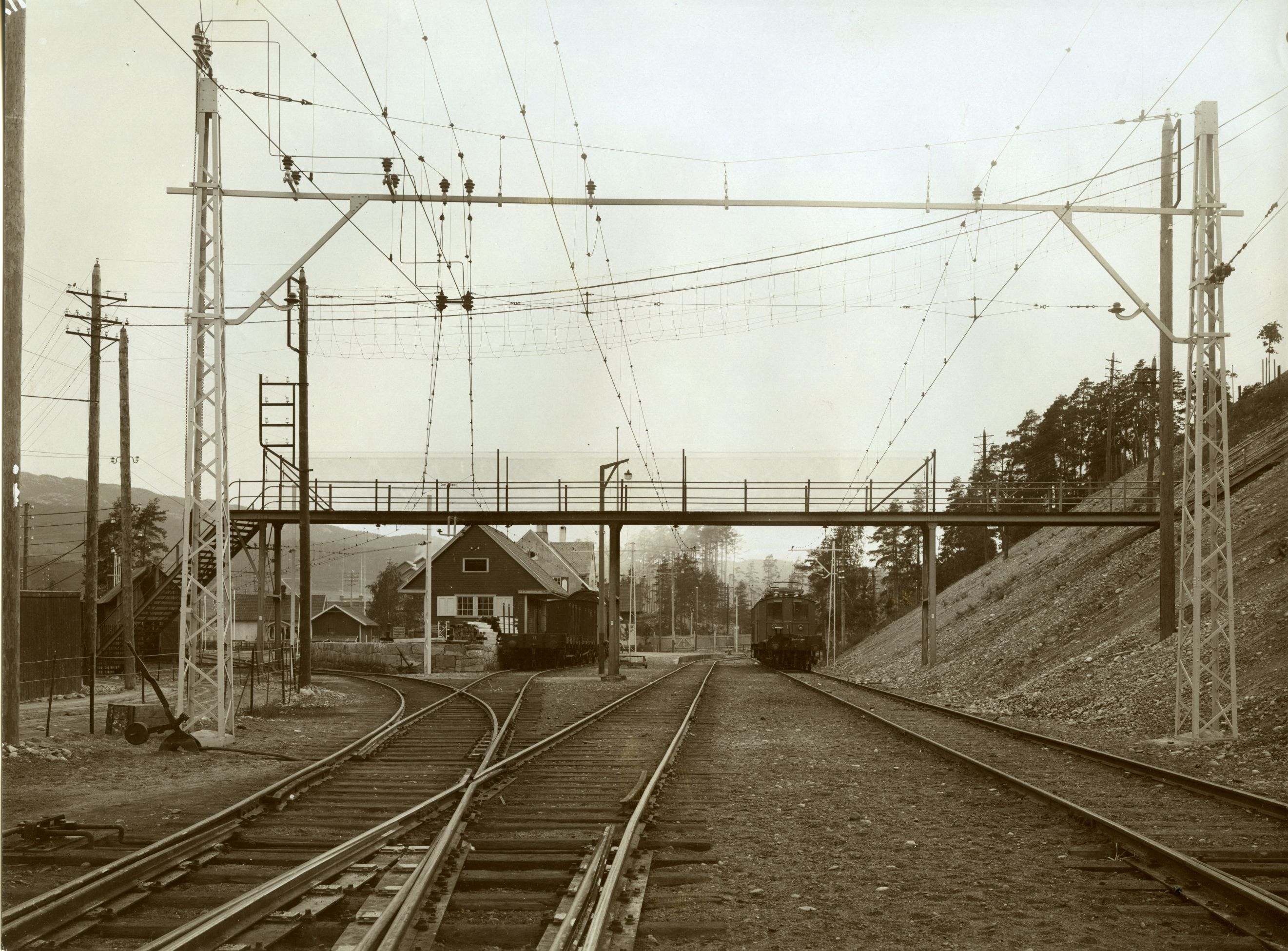
La gare en 1911
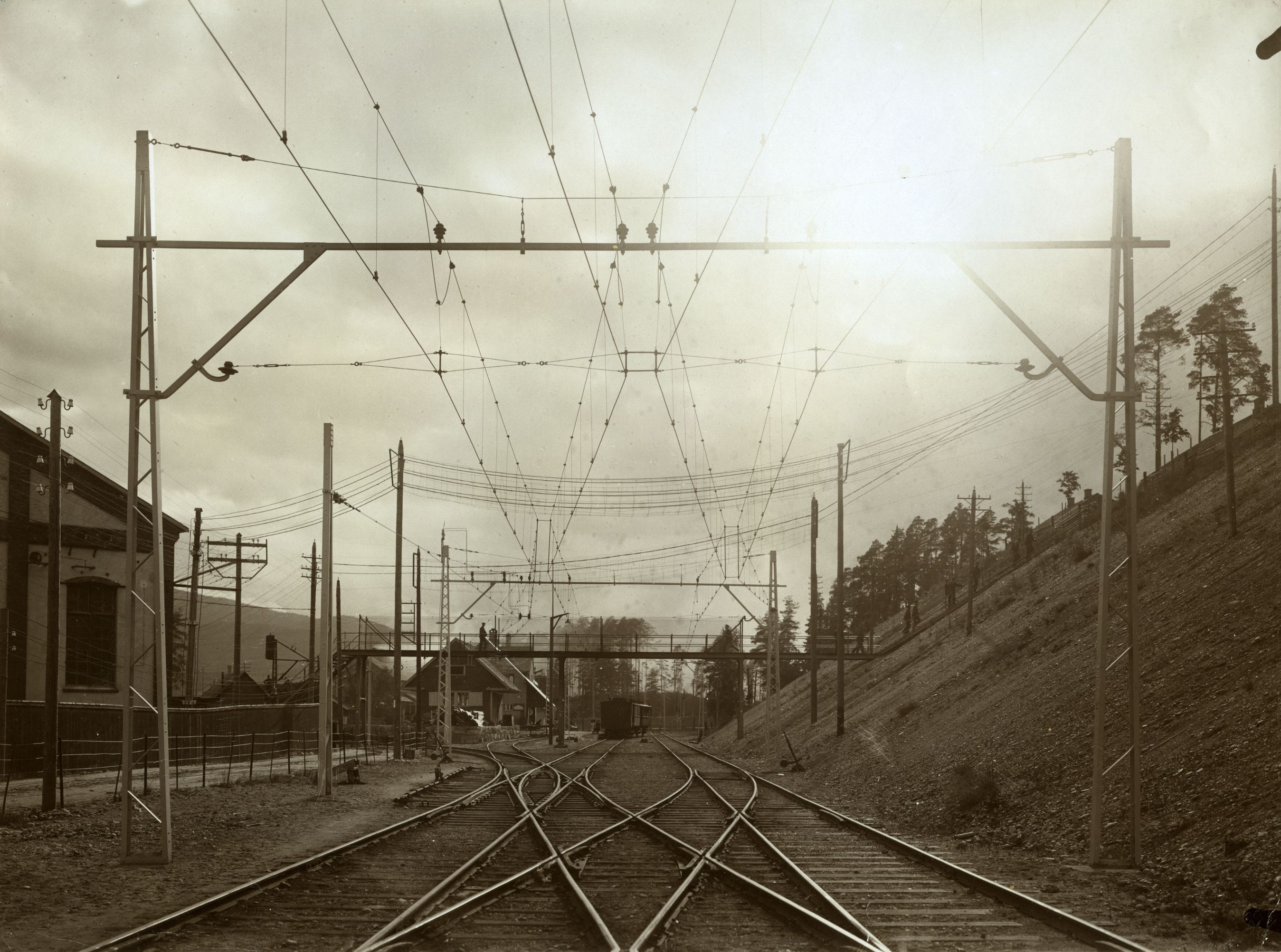
La gare en 1911

### Nouvelle gare (1919-2004)
La gare, terminée en 1917 soit deux ans avant sa mise en service, est l'œuvre de l'architecte Gudmund Hoel. La ligne reliant Notodden à Tinnoset est fermée en 1991 ; pourtant la ligne est poursuivie à Notodden sur 800 m, se rapprochant ainsi du centre-ville, afin de faire la liaison avec le terminal de transports en commun qui ouvre le 25 août 2004. 
Si la nouvelle gare est fermée au trafic passager, elle n'en reste pas moins ouverte pour le transport de marchandises, le bois en l’occurrence.
À la fin du mois de juillet 2011, la ville connait des inondations qui détruisent les infrastructures ferroviaires que la Jernbaneverket promet de remplacer au plus vite. Le 9 juin 2012, après 10 mois de travail et pour un coût de 38 millions NOK (environ 4.6 millions d'euros) les voies sont remises en état, le système de signalisation est modernisé et le trafic reprend dès le 11 juin.

### Terminal de transport (2004-2015)
Le projet a vu le jour en 2002 et a coûté à la commune 1.5 million de couronnes réparties sur huit ans. Le terminal est situé à 800 m de la gare, mais cette dernière partie n'étant pas électrifiée, c'est une locomotive diesel qui fait la liaison entre la gare et le terminal.

### Retour à la gare (2015-)
Le 10 août 2015, le trafic passager reprend à la nouvelle gare en raison de l'impossibilité d'électrifier les 800 m reliant la gare au terminal de transport. Une navette assure plus d'une vingtaine de liaisons entre la gare et le terminal.

## Service des voyageurs

### Accueil
La gare possède un parking de 20 places et un parc à vélo. Bien que le bâtiment de la gare soit fermé, il y a une salle d'attente ouverte aux heures de circulation (environ de 06h00 à 20h30) et un automate,.

### Desserte
La gare est le terminus de la ligne 52 reliant Notodden à Porsgrunn ou Skien. A Nordagutu, il existe des correspondances pour la ligne du Sørland qui relie Oslo à Stavanger. A la gare de Skien, la ligne R11 qui emprunte la ligne du Vestfold permet de rejoindre Oslo et Eidsvoll par un tracé plus au sud.
Huit trains partent de Notodden chaque jour, la gare compte environ 60000 passagers/an.

### Intermodalité
Une station de taxi se trouve à proximité de la gare. Une navette rejoint le terminal de transports en commun situé à 800 m de la gare.
Le terminal de transports en commun offre un grand choix de lignes de bus :
- des bus à dessertes locales.
- des bus à dessertes régionales reliant différentes communes du Telemark.
- des bus nationaux de la compagnie TIMEkspressen partent toutes les heures[4] (Ligne TE1 : Notodden - Kongsberg - Drammen - Oslo)[8].
- des bus nationaux de la compagnie Nor-Way bussekspress : la ligne Rjukanekspressen (Rjukan - Gransherrad- Notodden - Ulefoss - Skien - Porsgrunn) compte une dizaine de bus par jour[4],[9] ; la ligne Haukeliekspressen (Oslo - Notodden - Haukeli - Seljestad, la ligne se divise en deux directions, l'une pour Bergen, l'autre pour Haugesund.) compte quatre bus par jour[4],[10].